# Menjava glasbe
Menjava glasbe je zbirka desetih kratkih zgodb slovenskega pisatelja Miha Mazzinija.
Knjiga je razdeljena na dva dela, kot bi bili dve knjigi združeni v eno. Zato ima tudi dve platnici. Na eni je angel in na drugi hudič. Prvi predstavlja zgodbe, ki izražajo zaupanje v človečnost, drugi pa ciničen pogled na sodobnih svet, skupna pa jim je tema vpliva sodobne tehnologije na človeka.

## Vsebina
V knjigi so naslednje zgodbe:
Vražja stran:
1. Podgana
2. Izpoved bivšega zbiralca gramofonskih plošč
3. Strast
4. Najbolj srečen par na svetu
5. Gluhe roke

Angelska stran:
1. Jackpot
2. Žive jaslice
3. Vseslovenske sile za pomoč javnemu zdravstvu
4. Proti horizontu
5. Poslušalka mostov

## Ocene
- »Menjava glasbe je zbirka zgodb, ki bo bralca navdušila z vznemirljivo vsebino in svojo edinstveno zasnovo ter ga spodbudila k razmisleku o družbi in njegovi vlogi v njej.«, Tia Kovačič, revija Bukla, številka 182, september-oktober 2024.
- »Ne nazadnje lahko rečemo, da zgodbe Mihe Mazzinija v knjigi Menjava glasbe niso črno-bel niti fantazijski prikaz družbene realnosti, ampak razpirajo celo paleto najrazličnejših nians slik in zvokov, ki – zasidrani v sedanjem trenutku – tvorijo prerez vsakdanjih stremljenj in hrepenenj bitij, čakajočih na zadnje poglavje svojega življenja. Z angelskim šepetalcem sladkih iluzij na eni in s hudičkom z občutkom za ironijo na drugi rami. Dinamični in duhoviti dialogi, kompleksni psihološki orisi in nepričakovani dramaturški obrati pa brez dvoma prinašajo tudi številne iztočnice za filmsko upodobitev.«, Miša Gams, MMC portal, 21. oktober 2024[3]
- »/…/ vse zgodbe pa zaznamuje močna družbeno-kritična nota in predvsem raznovrstnost pripovedovalcev, ki jim je skupen pomemben trenutek odločitve.«, STAmisli, 2. november 2024[4]
- »Avtor tako kritično premišljuje tudi o posamezniku, ki, ironično, postaja vse bolj odvečen člen družbe, hkrati pa se je ne more in ne želi otresti.«, Dobre knjige, 22. oktober 2024[5]